# Серп и молот (газета)
«Се́рп и мо́лот» — еженедельная газета городского округа Клин Московской области.

## История
Газета была основана в марте 1918 года под названием «Серпушка». В 1924 году издание получило название «Серп и молот», сохранившееся до наших дней.
Учредителями газеты являются «Информационное агентство Клинского района», администрация городского округа Клин, «Редакционно-информационный центр Московской области».
Одним из первых редакторов газеты «Серп и молот» был Сергей Николаевич Быковский. В 1935—1941 годах главным редактором газеты являлся Пётр Гаврилович Поздняков. С 1950 по 1965 год главным редактором «Серпа и молота» была Надежда Борисовна Хромова. В 1965 году главным редактором газеты стала Мария Алексеевна Григорьева, которая возглавляла коллектив редакции газеты.
Газета пользовалась большой популярностью, её тираж увеличивался из года в год. Этому способствовало внедрение в производство новых технологий и оборудования. В 1980 году тираж газеты вырос до 26 000 экземпляров.
В 1980 году М. А. Григорьева ушла с поста главного редактора на пенсию. На её место назначили журналиста Владимира Васильевича Архипова. После его ухода с поста главного редактора «Серпа и молот» в 1986 году, его преемником стал Евгений Иванович Адюшкин, руководивший газетой до 1990 года. В то время Виктор Алексеевич Гладышев стал главным редактором газеты «Серп и молот» и работал на этом посту до 1996 года.
С 2002 по 2022 годы главным редактором газеты «Серп и молот» была журналист Наталья Васильевна Васильева. В штат издания входят 13 сотрудников.
В феврале 2008 года сотрудники издания были награждены знаком отличия «Золотой фонд прессы» на ХV-й Международной профессиональной выставке «Пресса-2008».
В марте 2018 года газете исполнилось 100 лет.
В январе 2020 года «Серп и молот» полностью изменила свой формат и график выхода. Было объявлено, что газета будет поступать своим подписчиками только раз в неделю по четвергам, а объём газеты вырастет до 24 страниц, и что помимо регулярных новостей и тематических полос, в ней новые авторские колонки и познавательные рубрики.
В 2022 году газета вошла в состав ГАУ МО Издательский дом "Подмосковье". Главным редактором издания стал Илья Попов.